# 徳倉 (三島市)
徳倉（とくら）は、静岡県三島市の北上地区にある地名。大字徳倉と1丁目から5丁目までがある。本稿では内接する富士ビレッジ（ふじビレッジ）についても記述する。

## 概要
三島市の北西部、大場川の上流左岸に位置する。かつては「土倉」とも表記され、土でできた蔵が由来とされるが詳細は不明。
徳倉のうち、東側の大部分は山林となっている。西側の平坦部はかつては農地だったが、現在は宅地が広がっている。また、富士ビレッジなど複数の住宅団地が開発された。

## 歴史
江戸時代初期の徳倉村は伊豆国君沢郡の村のひとつで幕府直轄地であったが、享保年間から旗本知行所として飯田・永井・阿部・秋山の四家相給となった。
明治元年韮山県に所属。明治4年足柄県に所属。明治9年静岡県に所属。
- 1889年（明治22年） - 町村制施行に伴い、北上村が発足。北上村の大字となる。
- 1935年（昭和10年） - 北上村が三島町に編入したことから、三島町の大字となる。
- 1941年（昭和16年） - 三島町が市制移行。三島市の大字となる。
- 1973年（昭和48年） - 住居表示の実施。1丁目から5丁目および富士ビレッジを新設[2]。
- 1974年（昭和49年） - 徳倉・佐野・萩のそれぞれ一部から芙蓉台を新設。

## 人口
2025年3月31日現在の人口は以下の通りである。
| 地区         | 世帯数 | 人口 |
| ------------ | ------ | ---- |
| 大字徳倉     | 1088   | 2266 |
| 徳倉1丁目    | 626    | 1217 |
| 徳倉2丁目    | 720    | 1464 |
| 徳倉3丁目    | 768    | 1699 |
| 徳倉4丁目    | 588    | 1249 |
| 徳倉5丁目    | 247    | 556  |
| 富士ビレッジ | 762    | 1664 |

## 施設

### 教育施設
小学校区は徳倉小学校、北上小学校、沢地小学校のいずれか。中学校区は北上中学校、北中学校のいずれか。
- 三島市立徳倉幼稚園（徳倉4丁目）
- 私立北上保育園（徳倉4丁目）
- 私立しらゆり幼稚園（徳倉5丁目）
- 三島市立徳倉小学校（徳倉4丁目）
- 三島市立北上小学校（大字徳倉）
- 三島市立北上中学校（大字徳倉）

### 娯楽施設
- 末広カントリークラブ（大字徳倉） - 9ホールのゴルフ場。末広ゴルフ場が運営。
- 三島カントリークラブ（大字徳倉） - 18ホールのゴルフ場。アコーディア・ゴルフが運営。
- ゆうだい温泉（大字徳倉） - 日帰り入浴施設。2022年、旧湯郷三島温泉を雄大がリニューアルオープンした。

### 公園
都市公園としては徳倉2丁目に高台第2公園がある。都市公園以外の公園は10以上ある。また、眺望地点および桜の名所として末広山公園が整備されている。

### 宗教施設
- 歓喜寺（徳倉3丁目）
- 長照寺（大字徳倉）
- 八乙女神社（大字徳倉）

## 交通

### 道路
- 伊豆縦貫自動車道三島萩インターチェンジ
- 静岡県道21号三島裾野線

### バス
- 富士急シティバス 裾野線・富士ビレッジ線・芙蓉台線
- 三島市自主運行バス「きたうえ号」[8]